# FK Partizan
Fudbalski klub Partizan normalt bare kendt som FK Partizan eller Partizan Beograd) er en serbisk fodboldklub fra hovedstaden Beograd. Klubben spiller i landets bedste liga, den serbiske Superliga, og har hjemmebane på Stadion Partizana. Klubben blev grundlagt i 1948 og har siden da vundet 24 jugoslaviske/serbiske mesterskaber og 12 pokaltitler.

## Titler
- Jugoslavisk/Serbisk Liga (27): 1947, 1949, 1961, 1962, 1963, 1965, 1976, 1978, 1983, 1986, 1987, 1993, 1994, 1996, 1997, 1999, 2002, 2003, 2005, 2008, 2009, 2010, 2011, 2012,2013,2014,2016
- Jugoslavisk/Serbisk Pokalturnering (16): 1947, 1952, 1954, 1957, 1989, 1992, 1994, 1998, 2001, 2008, 2009, 2011,2016,2017,2018,2019

## Kendte spillere
- Radomir Antić
- Saša Ilić
- Mateja Kežman
- Slaviša Jokanović
- Mladen Krstajić
- Predrag Mijatović
- Savo Milošević
- Bora Milutinović
- Zoran Tošić
- Ivica Kralj
- Zlatko Zahovič
- Srečko Katanec

## Danske spillere
- Ingen